# قائمة المسائل غير المحلولة في الرياضيات
منذ عصر النهضة، شهد كل قرن حل المسائل الرياضية أكثر من القرن السابق، ومع ذلك فإن العديد من المسائل الرياضية، سواء الرئيسية أو الثانوية، لا تزال دون حل.
تبقى المسائل غير المحلولة في مجالات متعددة، بما في ذلك الفيزياء وعلوم الحاسوب والجبر ونظريات الأعداد المضافة والجبرية، والتحليل، والتوافق، والهندسة الإقليدية، والرسم البياني، ونظرية المجموعات، والنموذج، والنظم الديناميكية، ومسائل متنوعة لم تحل. تُمنح الجوائز غالبًا لحل مسألة طويلة الأمد، وتحظى قوائم بالمسائل غير المحلولة (مثل قائمة مسائل جائزة الألفية) باهتمام كبير.

## مسائل جائزة الألفية
وضع معهد كلاي للرياضيات لائحة مكونة من سبعة مسائل سُميت جائزة مسائل الألفية. من بين المسائل السبعة حُلت مسألة واحدة وبقيت ستة وهي:
- P مقابل NP
- حدسية هودج
- فرضية ريمان
- نظرية يانغ-ميلز
- معادلات نافييه-ستوكس
- حدسية بريتش-داير
- حدسية بوانكاريه: هي المسألة الوحيدة التي تم حلها.[3] ولا زالت حدسية بوانكاريه الرباعية الأبعاد الملساء غير محلولة. وهذه المسألة هي: هل يمكن لكرة طوبولوجية رباعية الأبعاد بأن تمتلك اثنين أو أكثر من البنى الملساء غير المتكافئة؟

## مسائل أخرى لم تُحل بعد

### نظرية الأعداد التجميعية
- حدسية غولدباخ ونسختها الضعيفة
- قيم {\displaystyle g(k)} و{\displaystyle G(k)} في معضلة ويرينغ
- حدسية كولاتز أو ما يعرف بحدسية {\displaystyle 3n+1}.
- حدسية جيلبريث

### نظرية الأعداد: الأعداد الأولية
- حدسية كاتالان-ميرسين
- حدسية التوأمين الأولية
- هل هناك عدد لانهائي من الرباعية التؤامية الأولية
- هل هناك عدد لانهائي من أعداد ميرسين الأولية (حدسية لينسترا-بوميرانس-واغستاف) وبالتالي أعداد لامنتهية من الأعداد المثالية
- هل هناك عدد لانهائي من أعداد صوفي جيرمين الأولية
- هل هناك عدد لانهائي من الأعداد الأولية النظامية، هل هناك كثافة نسبية {\displaystyle e^{-^{1}\!/_{2}}}
- هل هناك عدد لانهائي من أعداد كولين الأولية
- هل هناك عدد لانهائي من الأعداد الأولية الباليندرومية للأساس 10
- هل هناك عدد لانهائي من أعداد فيبوناتشي الأولية
- هل كل عدد فيرما 22n+1 هو عدد مركب عندما يكون {\displaystyle n>4}
- هل العدد 78,557 هو أصغر عدد سيربنسكي
- هل العدد 509,203 هو أصغرعدد رايسيل
- حدسية فورشين (عندما لا يكون عدد فورشين مركباً)
- حدسية بولينياك
- مسائل لانداو

### نظرية الأعداد العامة
- حدسية abc
- هل يوجد أي عدد مثالي فردي
- هل يوجد أي عدد شبه مثالي
- هل يوجد أي عدد غريب فردي
- هل توجد أعداد ليكريل
- هل 10 عدد منعزل
- هل يوجد أي عدد تاكسيكاب (5, 2, n) عندما يكون n>1
- مسألة بروكارد: تكون n, وm أعداد صحيحة، في المعادلة التالية n!+1=m2 عندما لا تكون n=4,5,7
- الحد الأعلى للأعداد المقلدة وتوزيعها

### نظرية الأعداد الجبرية
- وجود حقول الأعداد التربيعية كمجال إقليدي، وليس إقليدي-نظيمي
- هل هناك عدد لانهائي من حقول الأعداد التربيعية الحقيقية بالتحليل الفريد

### هندسة متقطعة
- حل مسألة النهاية السعيدة عندما تكون قيم {\displaystyle n} اعتباطية
- العثور على تطابق الحدود الدنيا والعليا لمجموعات-K وعلى تنصيفات الخطوط
- حدسية هيرش التي تتحدث عن أطوال أصغر المستقيمات لقمم وحواف متعدد المقام المحدب
- حدسية هادوايجر التي تتحدث عن تغطية الأجسام المحدبة ذوn بُعد والتي لها 2n نسخة أصغر كحد أقصى

### نظرية رامزي
- قيم عدد رامزي، وخصوصاً قيمة {\displaystyle R(5,5)}
- قيم عدد فان دير فأردن

### الجبر العام
- مسألة هيلبرت السادسة عشر
- حدسية هادامارد
- وجود متوازي مستطيلات مثالية

### توافقيات
- عدد المربعات السحرية (متسلسلة A006052 في OEIS)
- العثور على صيغة رياضياتية لإحتمالية بأنه عند اختيار اثنين من العناصر بشكل عشوائي ستنشئ زمرة تناظرية {\displaystyle S_{n}}
- حدسية المجموعات المغلقة والإتحادية لفرنكل: عندما تكون أي عائلة من المجموعات مغلقة بسبب حدوث تقاطع بين المجموعات، سيوجد هناك عنصر واحد على الأقل (عند تقاطع المجموعات) ينتمي إلى نصف العدد من المجموعات أو أكثر
- حدسية العداء الوحيد: إذا كان هناك {\displaystyle k+1} من العدائين يركضون في مسار دائري بسرعات متمايزة زوجية، هل سيكون كل عداء «وحيداً» (و بذلك، هل ستكون هناك مسافة أكثر من {\displaystyle 1/(k+1)} بين كل عداء) في نفس الوقت
- حدسية سينغماستر: هل هناك عدد منتهي من الحدود العليا في مضاعفات المدخلات الأكبر من 1 في مثلث باسكال

### نظرية المخططات
- حدسية إيردوس-جيارفاس حول الدوائر التي تقدر أطوالها بقوى العدد 2 في المخططات المكعبية
- حدسية هادوايجر المتعلقة بتلوين الثانويات الزمرية
- حدسية إيردوس-فيبر-لوفاسز حول تلوين إتحادات الزمر
- حدسية التلوين الشامل
- حدسية تلوين القائمة
- حدسية رينجل-كوتزيغ حول التوسيم اللطيف للأشجار
- مسألة هادوايجر–نيلسون حول الأعداد اللونية لمخططات المسافة الوحدوية
- اشتقاق تعبير شكلي-مغلق لقيم عتبة الترشيح، وخصوصاً {\displaystyle p_{c}} (موقع مربع)
- حدسية توتي التي تقول بأن لدى كل مخطط غير متصل تدفق-5 ذو الصفر-اللامكاني ويكون لدى كل مخطط غير متصل بدون مخطط بيترسين، مثل المخطط الثانوي، تدفق-5 ذو الصفر-اللإمكاني.
- حدسية إعادة الإنشاء وحدسية إعادة الإنشاء الجديدة ثنائية المخطط والتي تتعلق بكون المخطط مُعرّف من قبل المخططات الثانوية ممسوحة الرؤوس
- حدسية الغطاء المزدوج الدائري والتي تقول بأن لدى كل نخطط ليس موصول ببعضه عائلة من الدوائر التي تحتوي على جميع الحواف بمقدار مرتين

### تحليل
- حدسية جاكوبي
- حدسية سكانويل
- حدسية ليهمر
- مسألة بومبيو
- هل {\displaystyle \gamma }، ثابتة أويلر-ماسكيروني عدد جذري أم عدد غير جذري

### معادلات تفاضلية جزئية
- انتظام حلول معادلات فلاسوف-ماكسويل
- انتظام حلول معادلات أويلر

### نظرية الزمر
- هل جميع الزمر الدورية المقدمة بشكل محدود منتهية
- معضلة غالوا العكسية
- ما هي الأعداد الصحيحة الموجبة لكلاً من m وn لكي تكون زمرة برنسايد الحرة B(m,n) منتهية وبشكل أخص، هل B(2, 5) منتهية

### نظرية المجموعات
- مسألة العثور على نموذج اللب النهائي، والتي تحتوي على جميع الأعداد الترتيبية الكبيرة
- إذا كان ℵω هو عدد ترتيبي حدي قوي، إذاً 2ℵω < ℵω1 (شاهد فرضية الأعداد الترتيبية الوحيدة). تم الحصول على أفضل حد، أي ℵω4، بواسطة شيلاه باستعمال نظريته PCF
- قرضية-Ω لوودين
- هل يدل اتساقالوجود للأعداد الترتيبية المضغوطة بقوة على وجود ثابت للأعداد الترتيبية المضغوطة بشكل فائق
- (وودين) هل تدل الفرضية الاستمرارية المعممة الخاضعة للأعداد الترتيبية المضغوطة بقوة على تطبيق الفرضية الاستمرارية المعممة لكل مكان
- هل يوجد جبر جونسن عند ℵω

## مسائل محلولة مؤخرًا
- القانون الدائري (تيرنس تاو وفان هـ. فو، 2010)
- حدسية هيرسك (2010)
- حدسية تلوين الطرق (أفراهام تراهتمان، 2007)
- مسألة الزاوية (لها براهين متعددة ومستقلة عن بعضها، 2006)
- حدسية ستانلي-ويلف (غابور تاردوس وآدم ماركوس، 2004)
- مبرهنة غرين-تاو (بن جي. غرين وتيرينس تاو، 2004)
- حدسية بوانكاريه (تم حلها بواسطة جورجي بيرلمان في 2002، وتم التأكد من صحتها)
- حدسية كاتالان (بريدا ميهيليسكو، 2002)
- حدسية كيتو (أوستشر، هوفمان، ليسي، مكينتوش، وتكاميتشين، 2001)
- برنامج لانغلاندز للحقول الدالية (لورنت لافورغ، 1999)
- حدسية تانياما-شيمورا (وايلز، بريويلن، كونراد، دايموند، وتايلور، 1999)
- حدسية كيبلر (توماس هيلز، 1998)
- حدسية ميلنور (فلاديمير فويفودسكي، 1996)
- مبرهنة فيرما الأخيرة (أندرو وايلز، 1994)
- حدسية بيبرباخ (لويس دي برانجيز، 1985)
- مبرهنة الألوان الأربعة (آبل وهاكن، 1977)

## كتب تناقش المسائل غير المحلولة
- Fan Chung; Ron Graham (1999). Erdos on Graphs: His Legacy of Unsolved Problems. AK Peters. ISBN:1-56881-111-X.{{استشهاد بكتاب}}:  صيانة الاستشهاد: أسماء متعددة: قائمة المؤلفين (link)
- Hallard T. Croft; Kenneth J. Falconer; Richard K. Guy (1994). Unsolved Problems in Geometry. Springer. ISBN:0-387-97506-3.{{استشهاد بكتاب}}:  صيانة الاستشهاد: أسماء متعددة: قائمة المؤلفين (link)
- Richard K. Guy (2004). Unsolved Problems in Number Theory. Springer. ISBN:0-387-20860-7.
- فكتور كلي; Stan Wagon (1996). Old and New Unsolved Problems in Plane Geometry and Number Theory. The Mathematical Association of America. ISBN:0-88385-315-9.{{استشهاد بكتاب}}:  صيانة الاستشهاد: أسماء متعددة: قائمة المؤلفين (link)
- Marcus Du Sautoy (2003). The Music of the Primes: Searching to Solve the Greatest Mystery in Mathematics. Harper Collins. ISBN:0060935588. مؤرشف من الأصل في 2022-05-28.
- Keith Devlin (2006). The Millennium Problems - The Seven Greatest Unsolved* Mathematical Puzzles Of Our Time. Barnes & Noble. ISBN:0-7607-8659-8. {{استشهاد بكتاب}}: تأكد من صحة |isbn= القيمة: checksum (مساعدة)
- Vincent D. Blondel, Alexandre Megrestski (2004). Unsolved problems in mathematical systems and control theory. Princeton University Press. ISBN:0-691-11748-9.

## كتب تناقش المسائل المحلولة مؤخراً
- Simon Singh (2002). Fermat's Last Theorem. Fourth Estate. ISBN:1841157910.
- Donal O'Shea (2007). The Poincaré Conjecture. Penguin. ISBN:978-1-846-14012-9.
- George G. Szpiro (2003). Kepler's Conjecture. Wiley. ISBN:0-471-08601-0.
- Mark Ronan (2006). Symmetry and the Monster. Oxford. ISBN:0-19-280722-6. مؤرشف من الأصل في 2022-04-09.

## وصلات خارجية
- Open Problem Garden وهو موقع يقوم بتجميع المسائل المفتوحة في الرياضيات، وهذا الموقع قابل للتحرير من أي مستخدم («نظام الويكي»).